# Râul Valea Zânelor
Râul Valea Zânelor este un curs de apă, afluent al Râului Covasna. 